# Fantasyland Theater
Fantasyland Theater est le nom donné à plusieurs salles de spectacles dans les parcs à thèmes Disney et situé dans les zones Fantasyland.

## Les attractions

### Disneyland
Dans le parc Disneyland de Californie plusieurs lieux ont porté le nom de Fantasyland Theater.

#### Premier Fantasyland Theater
Le premier est l'ancien Mickey Mouse Club Theater ouvert en 1955 et rebaptisé en 1964. Il était situé dans l'espace qui est devenu en 1983 l'attraction Pinocchio's Daring Journey.
- Ouverture : 1955
- Renommage : 1964
- Type d'attraction : Salle de spectacle
- Situation : 33° 48′ 48″ N, 117° 55′ 09″ O
- Ticket requis : "C"
- Attraction précédente : 
  - Mickey Mouse Club Theater 1955-1964
- Attraction suivante : 
  - Pinocchio's Daring Journey depuis 1983

La salle a eu plusieurs programmation.
- Trois courts métrages de Mickey Mouse : La Remorque de Mickey (1938), De l'autre côté du miroir (1936)et La Fanfare (1935).
- Winnie l'ourson dans le vent (1969) (extrait des Aventures de Winnie l'ourson)  et C'est pas drôle d'être un oiseau (1969)
- Magic Journeys de 1982 à 1983

#### Second Fantasyland Theater
Une nouvelle salle de spectacle a ouvert derrière Storybook Land Canal le long de la voie de chemin de fer du Disneyland Railroad. En 1993 avec l'ouverture de Mickey's Toontown la gare et l'accès à cette salle ont été reconstruits.
- Ouverture :
- Type d'attraction : Salle de spectacle
- Situation : 33° 48′ 53″ N, 117° 55′ 08″ O

La salle a eu plusieurs programmation.  
- Mickey and the Magical Maps de 23 minutes à partir du 23 mai 2013[2].

### Parc Disneyland Paris
Le Fantasyland Theater était situé en contrebas de la gare du Disneyland Railroad entre Peter Pan's Flight et Alice's Curious Labyrinth. Il a accueilli de nombreux spectacles dont Le Noël de Mickey, Disney Magic Music Days et puis Winnie l'Ourson et ses amis. Également appelé Fantasy Festival Stage, il ferme en 2011 et est remplacé en 2012 par un point de rencontre Meet Mickey Mouse.
- Ouverture : 1992
- Fermeture : 2011
- Type d'attraction : Salle de spectacle
- Situation : 48° 52′ 28″ N, 2° 46′ 26″ E
- Attraction suivante : 
  - Meet Mickey Mouse depuis 2012